# Berkule

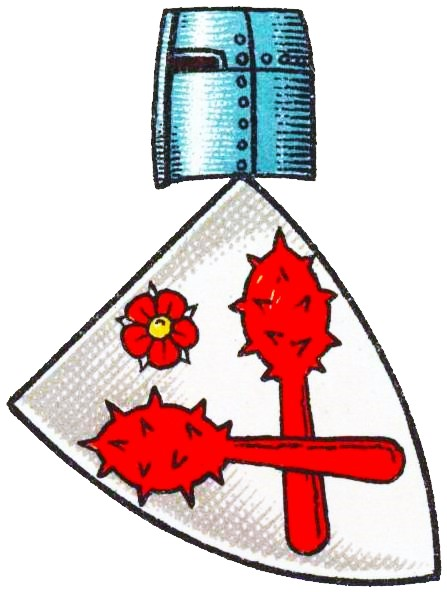
Wappen derer von Holzhausen gen. Bercull (Berkule) im Wappenbuch des Westfälischen Adels

Berkule (auch Bercule, Holzhausen genannt Berkule o. ä.) ist der Name eines westfälischen Adelsgeschlechtes des Ritterstandes. Sie beherrschten im 13. Jahrhundert den Raum südlich von Warburg um die inzwischen verschwundene Ortschaft Holthusen. Aus ihnen hervorgegangen sind die stammes- und wappengleichen Grafen von Callenberg.

## Geschichte

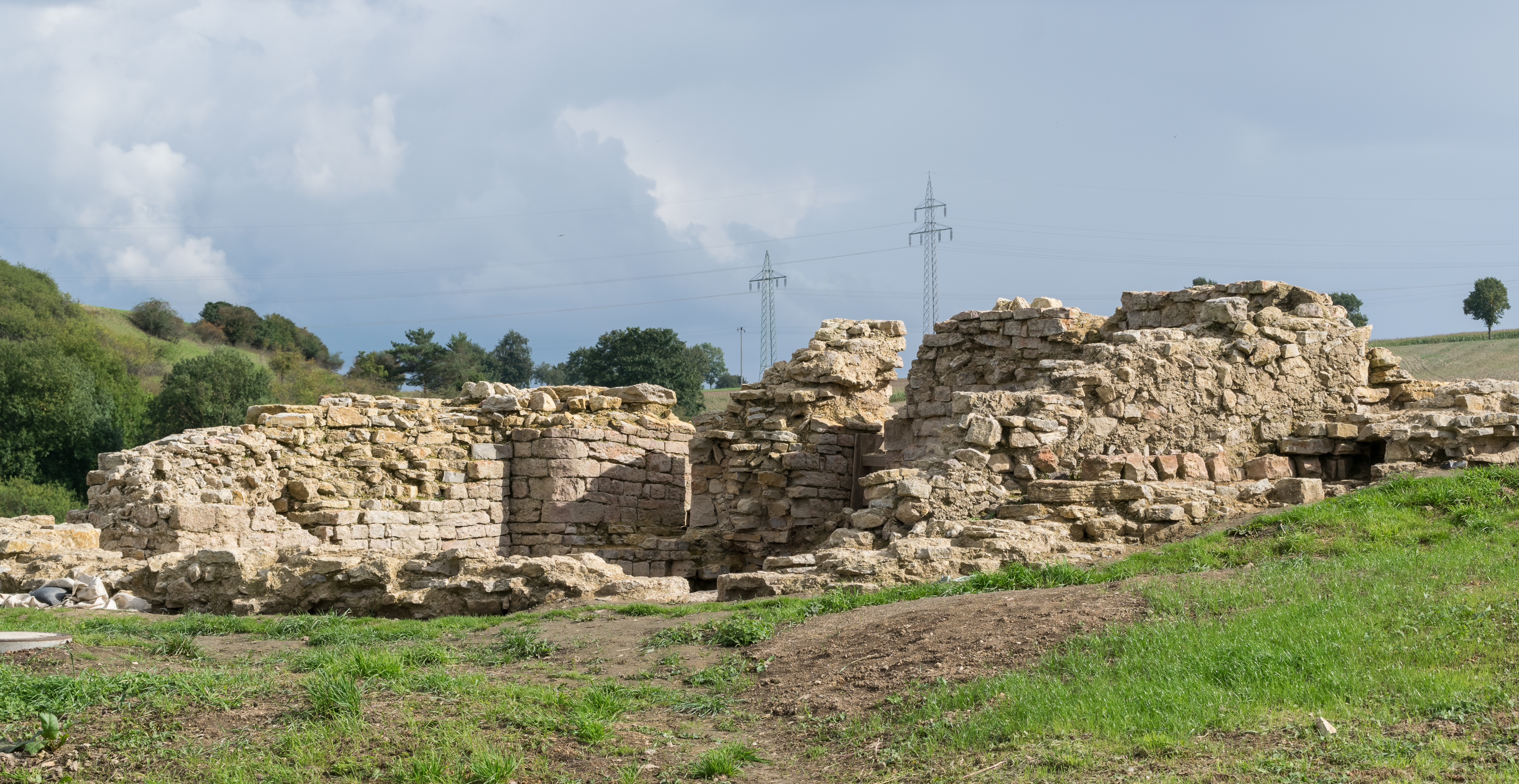
Ausgegrabene Reste der Holsterburg bei Warburg, 1191 von den Herren von Berkule erbaut, 1294 zerstört

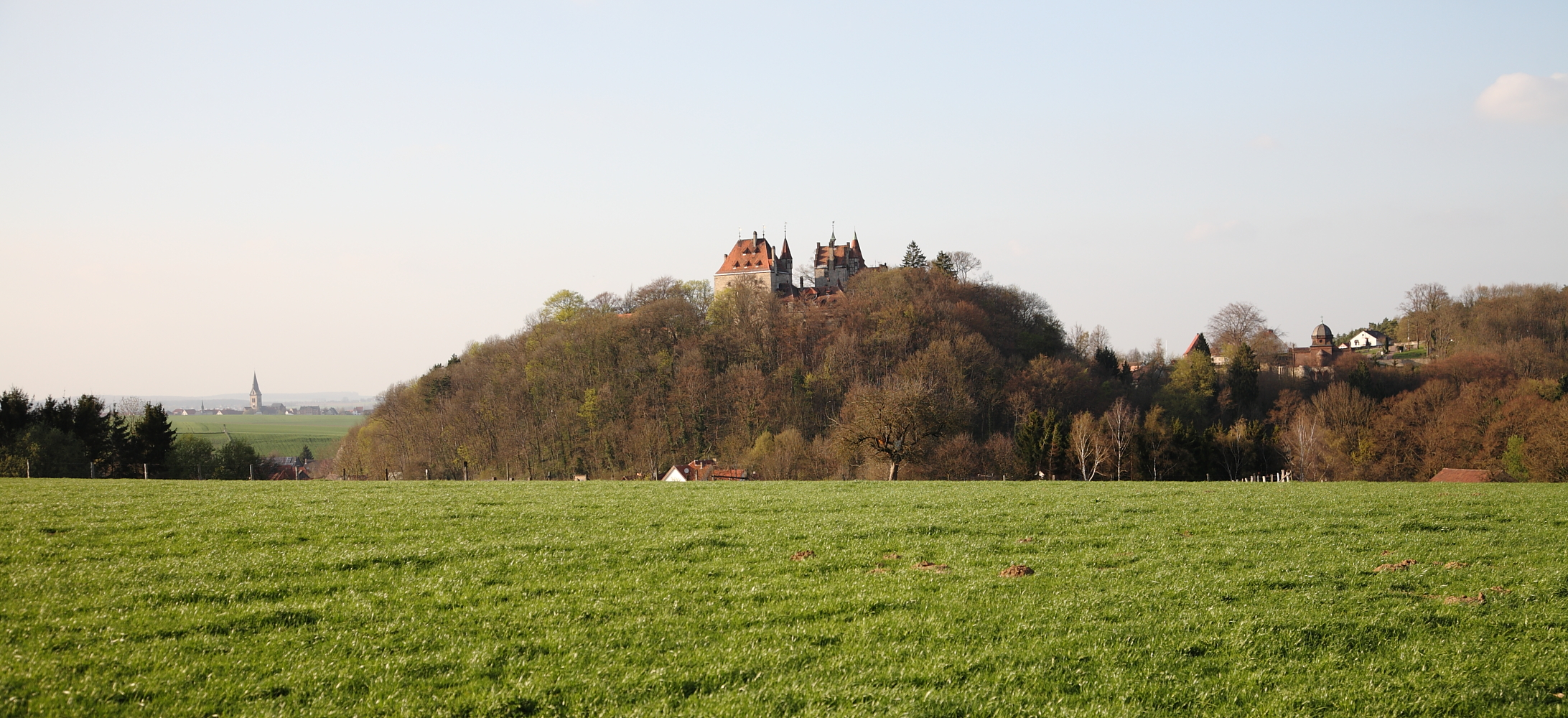
Burg Calenberg bei Warburg, um 1250 von den Herren von Berkule erbaut

1191 werden Hermann und Bernhard Berkule als Bauherren der Holsterburg erwähnt. Ihnen gehörte die 1170 erstmals erwähnte Ortschaft Holthusen sowie eine große Zahl von Gütern und Rechten im Diemeltal, deren Beherrschung sie offenbar durch den Burgbau absichern wollten. Da ihnen danach ihre besten Leute in die gleichzeitig gegründete Stadt Warburg entflohen, schloss Hermann Berkule 1240 mit der Altstadt von Warburg einen Vertrag, in dem sich die Stadt verpflichtete, seine Bauern nur noch mit seiner Zustimmung aufzunehmen. Auf der dortigen Burg Wartberch, die zum Hochstift Paderborn gehörte, seitdem 1020 Graf Dodiko seine Grafschaft dem Bischof vererbt hatte, traten Mitglieder der Familie Berkule als Burgmannen auch in bischöflichen Dienst, gemeinsam mit den Rabe von Pappenheim und den von Horhusen. 
Um 1250 erbauten die Ritter Berkule auch die Höhenburg Calenberg, nach der sich die stammes- und wappengleichen Herren und Grafen von Callenberg nannten.
1265 gehörte „der Edle“ Herman gen. Bercule (Bircule) als Erstgenannter zu einem 12-köpfigen, paritätisch besetzten Ritterkollegium, das von Bischof Simon I. von Paderborn mit dem hessischen Landgrafen Heinrich I. zur Absicherung eines 3-jährigen Landfriedens eingesetzt wurde. Weitere Vertreter des Bischofs waren Hermann Spiegel, Marschall Ludolf, Rudolf von Steinfurt, Elias von Asseln und Albert von Welda. Die hessische Seite wurde durch Graf Albert von Wallenstein (Waldensten), die Brüder Giso und Werner von Gudensberg (Edle), Johann von Helfenberg, Giso von Gudenburg und Heinrich von Blumenstein (Blumensten) vertreten.
1294 befand sich Johann Berkule, möglicherweise ein Sohn Hermanns, im offenen Konflikt mit dem Hochstift Paderborn. Offenbar war es wieder zu Streitigkeiten mit der Stadt Warburg, möglicherweise wegen Überfällen von Warentransporten, gekommen, über die sich die Stadt bei ihrem Landesherrn beklagt hatte. Bischof Otto, seit 1277 Nachfolger Simons, gründete daher am 6. November des Jahres ein Bündnis der Städte Warburg, Marsberg, Höxter, Fritzlar, Hofgeismar, Wolfhagen und Naumburg gegen die Ritter Berkule und ließ die Holsterburg erstürmen und zerstören. Einige der gefangengenommenen Ritter wurden hingerichtet. Um 1300 fiel auch die Burg Calenberg an den Paderborner Bischof Otto, der sie 1307 mit seinen Gefolgsleuten, den Rittern Rabe von Pappenheim besetzte, denen er die Burg übertrug. Johann Berkule unterwarf sich dem Bischof, der ihn daraufhin zu einem seiner Burgmänner in Warburg machte. 1316 wurde er nochmal als Zeuge erwähnt.
Nachfahren der Familie gibt es noch heute im Rheinland und den USA.

## Wappen
Das Wappen zeigt in Silber zwei gekreuzte rote Morgensterne, dazwischen oben eine rote Rose.
Es ist das Stammwappen ihrer Agnaten, der späteren Grafen von Callenberg.